# Katia Itzel García
Katia Itzel García Mendoza (México, 1 de septiembre de 1992) es una árbitra de fútbol mexicana internacional desde 2019, fue la primera mujer en arbitrar un partido varonil en la Copa Oro 2025 y la segunda en hacerlo en la rama varoni de la liga mexicana.

## Trayectoria académica
Estudió Ciencias Políticas y Administración Pública en la UNAM para posteriormente matricularse en la licenciatura en derecho en línea.

## Trayectoria deportiva
Su participación en los deportes inició en el equipo que precedió a Panteras de la Facultad de Ciencias Políticas y Sociales de la UNAM, incursionó en el arbitraje amateur en el 2015 y un año más tarde lo hizo en el sector profesional.
Fue en el año 2019 que obtuvo el Gafete FIFA, lo que le permitió participar en torneos internacionales como los Juegos Olímpicos de París 2024 y el Mundial Femenil Sub-17.
En 2022, arbitró la final del Campeonato Femenino de la Concacaf de 2022 y de la Copa Mundial Femenina de Fútbol Sub-17 de 2022. En febrero de 2024 participó en la Copa de Oro Femenina de la CONCACAF, su debut en la Liga MX varonil fue el 9 de marzo de 2024, fecha en la que arbitró el juego entre Pachuca y Querétaro, siendo la primera mujer árbitro en 20 años en hacerlo.
En noviembre de 2024 fue árbitra de la final de la Liga MX Femenil durante un partido disputado entre Rayadas y Tigres.

## Participaciones
Ha participado en los siguientes torneos:
- Liga de Expansión MX[11]
- Liga MX Femenil
- Liga de Naciones de la Concacaf 2022-23
- Campeonato Femenino Sub-20 de la Concacaf de 2022
- Campeonato Femenino de la Concacaf de 2022
- Copa Mundial Femenina de Fútbol Sub-17 de 2022
- Copa Mundial Femenina de Fútbol de 2023[12]
- Copa Oro Femenina de la Concacaf de 2024[13]
- Copa de Oro de la Concacaf 2025

## Legado
En 2024 recibió el Premio Nacional del Deporte durante una ceremonia que se llevó a cabo en Palacio Nacional, la cual fue presidida por la presidenta Claudia Sheinbaum Pardo y el titular de la CONADE, Rommel Pacheco, fue este mismo año en el que resultó nominada por la Federación Internacional de Historia y Estadística de Fútbol (IFFHS) como mejor silbante junto con César Arturo Ramos Palazuelos.
En julio de 2025, en las instalaciones de la Facultad de Ciencias Políticas y Sociales de la UNAM, de donde es egresada, se develó una placa e inauguró la cancha que lleva su nombre.
 

Al respecto de este honor, Alejandro Chanona, representante de la UNAM declaró: 
La cancha Katia Itzel García fue inaugurada como símbolo del compromiso de la UNAM con la equidad de género, el desarrollo integral de sus estudiantes y el fomento al deporte como herramienta de transformación social.